# Dasyvalgus mexicanus
Dasyvalgus mexicanus är en skalbaggsart som beskrevs av Mont A. Cazier 1937. Dasyvalgus mexicanus ingår i släktet Dasyvalgus och familjen Cetoniidae. Inga underarter finns listade i Catalogue of Life.